# Michio Kaku
Michio Kaku (加來 道雄 (Gia Lai Đạo Hùng) Kaku Michio, sinh ngày 24 tháng 1 năm 1947) là một nhà vật lý lý thuyết người Mỹ, là giáo sư về vật lý lý thuyết tại Đại học New York, đồng sáng lập của Lý thuyết dây, và là một "người truyền thông cho khoa học" và là người đưa khoa học hướng tới đại chúng. Ông là tác giả của nhiều tác phẩm viết về vật lý; Ông có mặt khá thường xuyên trên các chương trình truyền thanh, truyền hình, và phim ảnh; đồng thời ông cũng có nhiều bài viết trên trang blog của chính mình.

## Tuổi thơ và học vấn
Kaku sinh tại San Jose, California trong một gia đình di dân người Nhật. Ông nội của ông di cư tới Mỹ theo chương trình dọn dẹp hậu quả của trận động đất 1906 tại San Francisco. Bố mẹ ông đều sinh ra tại Mỹ và được gửi tới Trung tâm tái định cư chiến tranh Tule Lake, nơi họ đã gặp nhau và sinh hạ hai anh em ông sau này.
Tại trường trung học Ellwood P. Cubberley tại Palo Alto, Kaku đã thực hiện việc lắp ghép một Máy gia tốc hạt trong chính gara của bố mẹ mình để thực hiện một nghiên cứu khoa học. Tại Hội chợ khoa học quốc gia ở Albuquerque, New Mexico, ông đã lôi cuốn được sự chú ý của nhà vật lý Edward Teller, người sau này trở thành người bảo hộ cho ông, trao tặng cho ông Học bổng Hertz Engineering. Kaku tốt nghiệp với bằng loại ưu tại đại học Harvard vào năm 1968 và là người giỏi nhất trong lớp. Ông gia nhập vào Phòng thí nghiệm bức xạ Berkeley thuộc đại học University of California, Berkeley và nhận bằng Tiến sĩ vào nănm 1972, cũng vào năm đó ông trở thành giảng viên của đại học Princeton.
Trong suốt thời kỳ chiến tranh Việt Nam. Kaku đã hoàn thành chương trình đào tạo cơ bản cho quân đội Mỹ tại Fort Benning, Georgia và huấn luyện bộ binh nâng cao tại Fort Lewis, Washington. Tuy nhiên, chiến tranh Việt Nam kết thúc trước khi ông trở thành một người lính.

## Sự nghiệp khoa học
Ông trở thành giáo sư thỉnh giảng tại Viện nghiên cứu cao cấp, Princeton, và New York University. Hiện tại ông đang giữ chức Henry Semat Chair và giáo sư vật lý lý thuyết tại City College of New York.
Kaku có hơn 70 bài viết được xuất bản tại các tạp chí vật lý như Physical Review, những bài viết được đặt làm bìa như lý thuyết siêu dây, siêu trọng trường, siêu đối xứng, và vật lý hadron. Năm 1974, cùng với giáo sư Keiji Kikkawa, Đại học Osaka, ông là đồng tác giả của Lý thuyết dây.
Kaku là tác giả của nhiều đầu sách giáo khoa nói về lý thuyết dây và thuyết trường lượng tử.

## Khoa học đại chúng
Kaku được biết đến nhiều nhất với tư cách là người đưa khoa học đến với đại chúng. Ông cho ra đời nhiều tác phẩm và xuất hiện trên nhiều chương trình truyền hình cũng như phim ảnh. Ông cũng đồng thời làm người thuyết minh của một chương trình phát thanh hàng tuần.

### Tác phẩm
Kaku là tác giả của nhiều tác phẩm viết về khoa học đại chúng.
- Physics of the Future (Vật lý của tương lai)
- Physics of the Impossible (Vật lý của những điều không thể)
- Hyperspace (Siêu không gian)
- Einstein's Cosmos (Vũ trụ của Einstein)
- Parallel Worlds (Các thế giới song song)
- Beyond Einstein (Xa hơn Einstein) (cùng với Jennifer Thompson)
- Visions: How Science Will Revolutionize the 21st Century (Tầm nhìn về cách Khoa học sẽ cách mạng hóa thế kỷ 21 như thế nào)[11]

Hyperspace (Siêu không gian) từng là một tác phẩm bán chạy và được bầu chọn là một trong những quyển sách khoa học đáng giá nhất bởi cả The New York Times và The Washington Post. Parallel Worlds (Các thế giới song song) từng lọt vào vòng chung kết của giải thưởng Samuel Johnson cho đề tài phi tiểu thuyết tại Vương quốc Anh.

### Chương trình truyền thanh
Kaku là chủ tọa của một chương trình phát hàng tuần, diễn ra trong vòng 1 giờ Explorations (Khám phá), sản xuất bởi Pacifica Foundation's WBAI tại New York. "Explorations" cung cấp cho cộng đồng và các đài phát thanh độc lập, được phát sóng trước khi xuất hiện trên website của chương trình này. Kaku lập và diễn giải những chủ đề tổng quát như khoa học, chiến tranh, hòa bình và môi trường tự nhiên.
Tháng 4 năm 2006, Kaku bắt đầu phát sóng chương trình Science Fantastic trên 90 đài phát thanh thương mại, chương trình khoa học mang tính quốc gia duy nhất trên làn sóng thương mại tại Hoa Kỳ. Được cung cấp bởi Talk Radio Network và hiện giờ là 130 đài phát thanh và America's Talk trên XM. Chương trình này được sửa đổi lại thành một chương trình vấn đáp trực tiếp, tập trung vào "việc dự đoán tương lai," được ông giải thích giống như là tương lai của khoa học vậy. Các khách mời nổi bật bao gồm những người đoạt giải Nobel và những nhà nghiên cứu hàng đầu về lý thuyết dây, du hành thời gian, hố đen, liệu pháp gen, lão hóa, du hành không gian, trí thông minh nhân tạo, và SETI (tìm kiếm văn minh ngoài Trái Đất). Khi ông bận làm chương trình truyền hình, chương trình Science Fantastic bị gián đoạn, đôi khi là cả nhiều tháng. Kaku cũng là một khách mời khá thường xuyên trong nhiều chương trình phát thanh, về tất cả các lĩnh vực mà ông quan tâm, như "Coast to Coast AM", trong chương trình này, vào ngày 30 tháng 11 năm 2007, ông xác nhận lại lần nữa rằng ông tin rằng có 100% sự sống ngoài Trái Đất trong vũ trụ.
Kaku cũng xuất hiện trên The Opie and Anthony Show một đôi lần, thảo luận về các hư cấu nổi tiếng như Back to The Future (Quay về tương lai), Lost (Đánh mất) và các lý thuyết đằng sau việc du hành thời gian mà các chương trình giải trí hư cấu đề cập tới.

### Chương trình truyền hình và phim ảnh
Kaku xuất hiện trong nhiều chương trình truyền hình và network khác nhau, bao gồm Good Morning America (Chào buổi sáng nước Mỹ), The Screen Savers (Trình bảo vệ màn hình), Larry King Live, 60 Minutes, Nightline, 20/20, Naked Science, CNN, ABC News, CBS News, NBC News, Al Jazeera English, Fox News Channel, The History Channel, Conan, The Science Channel, The Discovery Channel, TLC, Countdown with Keith Olbermann, The Colbert Report, The Art Bell Show and its successor, Coast To Coast AM, BBC World News America, The Opie & Anthony Show, The Covino & Rich Show, Head Rush, The Late Show with David Letterman, và Real Time with Bill Maher.
- We Are the Guinea Pigs (1980) (Chúng ta là những chú chuột lang)
- Borders (1989) (Các biên giới)
- Synthetic Pleasures (1995) (Niềm vui nhân tạo)
- Einstein Revealed (1996) (Tiết lộ về Einstein)
- Future Fantastic (1996)
- Stephen Hawking's Universe (1997) (Vũ trụ của Stephen Hawking)
- Bioperfection: Building a New Human Race (1998)
- Exodus Earth (1999) (Rời khỏi Trái Đất)
- Me & Isaac Newton (1999) (Tôi và Isaac Newton)
- Space: The Final Junkyard (1999) (Không gian: Bãi đồng nát cuối cùng)
- Big Questions (2001)
- Parallel Universes (2001)
- Horizon: "Time travel" (2003) (Du hành thời gian)
- Robo sapiens (2003) (Robo thông minh)
- Brilliant Minds: Secret Of The Cosmos (2003) (Bí ẩn của Vũ trụ)
- Nova: "The Elegant Universe" (2003) (Vũ trụ tao nhã)
- Hawking (2004)
- The Screen Savers (2004)
- Unscrewed with Martin Sargent (2004)
- Alien Planet (2005)
- ABC News "UFOs: Seeing Is Believing" (2005)
- HARDtalk Extra (2005)
- Last Days on Earth (2005)
- Obsessed & Scientific (2005)
- Horizon: "Einstein's Unfinished Symphony" (2005) (Bản giao hưởng dang dở của Einstein)
- Prophets of Science Fiction (2006)
- Time (2006)
- 2057 (2007)
- The Universe (2007)
- Futurecar (2007)
- Attack of the Show! (2007)
- Visions of the Future (2008)
- Horizon: "The President's Guide to Science" (2008)
- Stephen Hawking: Người thầy của Vũ trụ (2008)
- Horizon: "Ai sợ Lỗ Đen" (2009–2010)
- Sci Fi Science: Physics of the Impossible (2009–2010)(Vật lý của những điều không thể)
- Horizon: "What Happened Before the Big Bang?" (2010)(Điều gì xảy ra trước Big Bang)
- GameTrailers TV With Geoff Keighley: "Khoa học của trò chơi" (2010)
- How The Universe Works: "Vũ Trụ hoạt động như thế nào" (2010)
- Through the Wormhole (2011)
- Horizon: "Điều gì xảy ra trước Big Bang?" (2011)

Năm 1999, Kaku là một trong những nhà khoa học được nhắc đến trong bộ phim dài tập Tôi và Isaac Newton, được đạo diễn bởi Michael Apted. Được chiếu ở nhà hát tại Mỹ, và sau đó phát sóng lên chương trình truyền hình quốc gia, đã giành nhiều giải thưởng lớn.
Năm 2005, Kaku xuất hiện trong một bộ phim tài liệu ngắn Obsessed & Scientific(ám ảnh và khoa học). Bộ phim nói về khả năng du hành thời gian và những người mơ về điều này. Nó được chiếu tại Liên hoan phim quốc tế Montreal và một bộ phim truyện nhựa được mở rộng ra trong các cuộc nói chuyện về sau. Kaku cũng xuất hiện trong một bộ phim tài liệu của đài ABC: UFOs: Seeing Is Believing(Cái thấy và cái tin vào), trong đó ông đề xuất rằng ông tin vào một điều khó tin là những người ngoài hành tinh đã thật sự từng viếng thăm Trái Đất, chúng ta phải phá bỏ nghi ngờ để tin vào sự tồn tại của các nên văn minh đi trước chúng ta 1 triệu năm về công nghệ, nơi mà toàn bộ con đường mới của vật lý được khai thông. Ông cũng đề cập đến khả năng du hành giữa các vì sao và cuộc sống của người ngoài hành tinh trong chương trình Alien Planet của kênh Discovery Channel với tư cách là một trong những diễn giả đồng chủ tọa chương trình, và thuyết Tương đối của Einstein trên kênh History Channel.
Tháng 2 năm 2006, Kaku làm người dẫn chương trình cho bộ phim tài liệu 4 phần của đài BBC Thời gian, nói về việc khám phá những đặc tính bí ẩn của thời gian. Phần một đề cập về thời gian của mỗi cá nhân, và cách mà chúng ta nhận thức và đo lường được nó. Phần hai đề cập tới cách "ăn gian" thời gian, khám phá về khả năng kéo dài sự sống của các cơ quan sống. Thời gian địa chất được nói đến trong phần ba nói về tuổi của Trái Đất và Mặt Trời. Phần bốn nói về thời gian vũ trụ, sự khởi đầu của thời gian và các sự kiện xảy ra tại thời điểm của Big Bang.
Ngày 28 tháng 1 năm 2007, Kaku chỉ đạo sản xuất seri phim "2057" trên kênh Discovery Channel. Đây là chương trình có thời lượng 3 giờ thảo luận về sự biến đổi của y tế, thành thị, và năng lượng có thể xảy ra trong vòng 50 năm tới.
Năm 2008, Kaku chỉ đạo sản xuất bộ phim tài liệu kéo dài 3 giờ của đài BBC-TV Visions of the Future (tầm nhìn của tương lai), bàn về tương lai của máy tính, y dược, và vật lý lượng tử. Ông cũng xuất hiện trong nhiều tập của seri phim "Vũ trụ" của kênh History Channel.
Ngày 1/12/2009, ông bắt đầu chỉ đạo sản xuất một seri phim hàng tuần dài 12 tập cho kênh Science Channel vào 10 giờ tối với tự đềSci Fi Science: Physics of the Impossible(Vật lý của những điều không thể), dựa trên quyển sách bán chạy nhất của ông. Mỗi tập kéo dài 30 phút thảo luận về nền tảng khoa học đằng sau các cảnh tượng không thực, như du hành thời gian, vũ trụ song song, du hành vũ trụ với vận tốc nhanh hơn vận tốc ánh sáng, du thuyền không gian, light saber (vũ khí ánh sáng), các trường lực, teleportation (vận chuyển không thiết bị mang vác), vô hình, các sao chết, và thậm chí nói đến cả các siêu cường và đĩa bay.
Ngày 11 tháng 10 năm 2010, Michio Kaku xuất hiện trên chương trình "Điều gì xảy ra trước Big Bang" trên đài BBC (cùng với Laura Mersini-Houghton, Andrei Linde, Roger Penrose, Lee Smolin, Neil Turok và các nhà vũ trụ học cũng như nhà vật lý tên tuổi khác), trong chương trình này ông đã đề xuất lý thuyết mới của ông rằng vũ trụ được tạo ra từ hư không (không gì cả).

## Đời tư
Kaku lập gia đình với Shizue Kaku và có hai con gái.